# Joaquín Hernández
Joaquín Hernández Gallego (Bilbao, 5 febbraio 1933 – Madrid, 20 gennaio 1965) è stato un cestista e allenatore di pallacanestro spagnolo.

## Carriera
La sua prima squadra spagnola fu l'Espanyol, che lo ingaggiò nel gennaio 1952 dal Racing Club de Bruxelles dopo averlo scoperto nel corso di un torneo disputato proprio a Bruxelles, città presso cui Hernández risiedeva con la famiglia. Ha poi giocato nel Real Madrid dal 1955 al 1959, allenando poi la squadra dal 1962 al 1964. Nella stagione 1959-1960 è stato allenatore-giocatore dell'Hesperia Madrid, e successivamente ha ricoperto il doppio incarico anche al Real Canoe. 
Ha giocato con la maglia della Spagna nel corso degli anni Cinquanta, collezionando 41 presenze.
Ha allenato la Nazionale dal 1962 al 1964, prendendo parte anche agli Europei 1963, chiusi dagli iberici al 7º posto.
È morto a soli 31 anni, a causa di una malattia epatica.

## Palmarès

### Giocatore
- Campionato spagnolo: 2

Real Madrid: 1957, 1958
- Copa del Rey: 2

Real Madrid: 1956, 1957
- Campionato de Castilla

Real Madrid: 1956, 1957

### Allenatore
- Campionato spagnolo: 2

Real Madrid: 1962-1963, 1963-1964
- Coppa dei Campioni: 1

Real Madrid: 1963-1964
Alla guida della Spagna, ha vinto l'argento ai Giochi del Mediterraneo di Napoli 1963. Nella stessa manifestazione, aveva vinto l'oro a Barcellona 1955 come giocatore.